# 제34회 미국 감독 조합상
제34회 미국 감독 조합상은 1981년 뛰어난 활동을 보인 영화 감독을 기리기 위해 1982년 3월에 열린 시상식이다. 뉴욕, Beverly Hilton Hotel에서 개최되었다.

## 수상 및 후보

### 감독상(영화부문)
- 레즈 - 워런 비티 수상

### 감독상(다큐멘터리부문)
- Robert Guenette 수상

### 공로상
- 루렌 마모울리언 수상

### 프랑크 카프라 상
- 데이비드 골든 수상
- Wallace Worsley Jr. 수상